# Калмаков, Николай Константинович
Николай Константинович Калмаков (23 ноября 1873, Нерви — 2 февраля 1955, Шелль, Франция) — художник, график, иллюстратор русско-итальянского происхождения.

## Биография

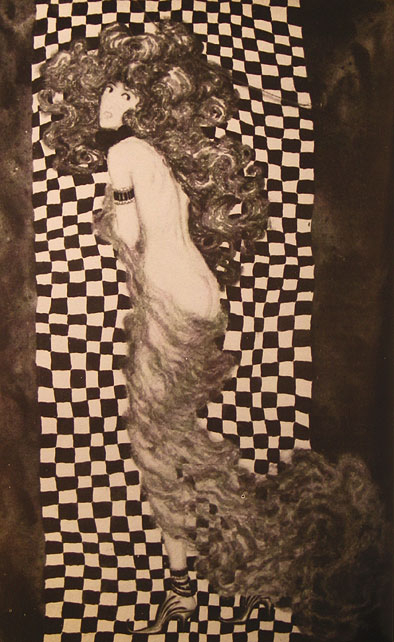
Н. Калмаков. «Саломея». 1908

Родился в семье жившего в Италии русского генерала и итальянки. Обучался на дому, позже приехал в Россию, где в 1895 году закончил Императорское училище правоведения (56-й выпуск). В списке выпускников Училища записан под фамилией Колмаков.
В Первую мировую войну был призван в армию, но из боевых частей был переведён на работу в госпитале.
В 1920 году покинул Россию и (по одной версии, через Константинополь, по другой — через Латвию или Эстонию) добрался до Франции. С 1924 года жил в Париже. Его творчество было мало известно, популярностью он не пользовался. Умер в 1955 году в доме престарелых города Шелль.

## Творчество
Картины художника выставлены в Русском музее и в Музее театрального и музыкального искусства (Санкт-Петербург), Театральном музее им. А. А. Бахрушина (Москва), в Третьяковской галерее, Музее им. А. С. Пушкина (Москва), а также находятся в частных коллекциях.